# Данилина, Наталья Романовна
Наталья Романовна Данилина (р. 12 февраля 1950 года) — российский эколог, крупный специалист по природоохранной деятельности и заповедному делу. Региональный Представитель России, Восточной Европы, Северной и Центральной Азии в Совете Международного Союза Охраны Природы (IUCN Council). Почётный член Руководящего комитета Всемирной комиссии по охраняемым территориям Международного союза охраны природы (WCPA/IUCN) по региону Северная Евразия (с 2009), член Общественной палаты Российской Федерации (2011—2014). Директор АНО Эколого-просветительский центр «Заповедники» (ЭкоЦентр «Заповедники»). Учредитель и президент Благотворительного просветительского фонда «Заповедное посольство». Почётный работник охраны природы Российской Федерации.

## Биография
Родилась 12 февраля 1950 года в г. Челябинск.
- 1972 — окончила Московскую ветеринарную академию[2].
- 1978—1988 — работала в ВНИИ охраны природы и заповедного дела МСХ СССР[4].
- 1988—1996 — работала в Минприроде России (ранее Госкомприроды России, Госкомприроды СССР), где прошла путь от ведущего специалиста до начальника Главного управления заповедного дела[4].
- 1993—2008 — вице-председатель Всемирной комиссии по охраняемым территориям Международного союза охраны природы (WCPA/IUCN) по региону Северная Евразия, с 2009 по настоящее время — почетный член Руководящего комитета этой Комиссии[4].
- 1996 — основала автономную некоммерческую организацию (АНО) Эколого-просветительский центр «Заповедники», который служит учебным и ресурсным центром для особо охраняемых природных территорий России и СНГ, а также для НКО, работающих в сфере ООПТ и развития сельских сообществ[4]
- 2000—2015, 2021 по н.в. — член Общественного экологического совета Минприроды России[4].
- 2011—2014 — член Общественной палаты Российской Федерации[4].
- 2011— по 2018 заместитель председателя Экспертного совета по особо охраняемым природным территориям Минприроды России[4].
- 2019—2021 Региональный Представитель России, Восточной Европы, Северной и Центральной Азии в Международном Союзе Охраны Природы (IUCN Council)[3].
- 2019 — стала учредителем Благотворительного просветительского фонда «Заповедное посольство» (protectedareasembassy.com)

## Основные труды
Издано более 60 публикаций по заповедному делу и развитию экологического просвещения и познавательного туризма на ООПТ. Является одним из инициаторов и основных разработчиков нескольких важнейших экологических актов: Федерального закона «Об особо охраняемых природных территориях» (принят в 1995 году), Федеральной целевой программы государственной поддержки государственных природных заповедников и национальных парков (1994—2004). Другим новым направлением работы для заповедных территорий России стала экопросвещение, начатое Данилиной ещё в 1990-е годы — экологическое просвещение и взаимодействия заповедников с местным населением.
- Заповедная экосеминария. Н. Р. Данилина, В. Я. Синицына, В. А. Ясвин. — Смоленск: Маджента, 2006. — 144 с. ISBN 5-98156-055-X
- «Книга друзей заповедных островов», Буторина Н. Н., Данилина Н. Р., Гаспарян К. А., Книжникова Е. Б., Колотилина Л. Н., Пегова О. В. — М., 2015. 100с. ISBN 978-5-9905285-4-3
- Данилина Н. Р. Российские заповедники в контексте мировой сети охраняемых природных территорий // Россия в окружающем мире: 2010. Устойчивое развитие: экология, политика, экономика. Аналитический ежегодник. — М., 2010. — С. 121—146.
- Danilina, N.R. and Kopylova, S.L. (Editors) (2011). Protected Area Staff Training: Guidelines for Planning and Management. Gland, Switzerland: IUCN. xiv + 102 pp. ISBN 978-2-8317-1317-5
- Natalia Danilina, Antje Neumann and Kees Bastmeijer. Wilderness protection in Russia// Wilderness Protection in Europe The Role of International, European and National Law , pp. 432—454 DOI: https://doi.org/10.1017/CBO9781107415287.019 Publisher: Cambridge University Press 2016
- Дежкин В. В., Борейко В. Е., Данилина Н. Р., Лихацкий Ю. П. Заповедная природа: для нас и потомков. М.: ЛОГАТА , 2000. 176 с.
- Natalia Danilina and Vladimir Boreyko. The non-material value of Protected Areas// The Full Value of Parks: From Economics to the Intangible. 360 Pages, Published 2003 by Rowman & Littlefield Publishers ISBN 978-0-7425-2715-7, ISBN 0-7425-2715-82003
- Интервью с Данилиной Натальей Романовной (wildnet.ru)